# 我已是大人了! / 1億3千萬的總節食王國
《我已是大人了! / 1億3千萬的總節食王國》（大人なのよ! / 1億3千万総ダイエット王国）是日本的女子偶像組合Berryz工房的第34張单曲，在2014年2月19日由PICCOLO TOWN发售。

## 概要
- 《我已是大人了! / 1億3千萬的總節食王國》是Berryz工房第六張2A單曲
- 此單曲有5個版本，分別有「初回生產限定盤A - C」和「通常盤A - B」。「初回生産限定盤A」收錄了「我已是大人了!」的PV和製作花絮（Making）；「初回生産限定盤B」收錄了「1億3千萬的總節食王國」的PV和製作花絮（Making）。「初回生產限定盤C」收錄了「我已是大人了!」、「1億3千萬的總節食王國」的PV。
- 在3月3日於公信榜单曲週排行榜取得第4位，繼《成吉思汗》、《金黃色的唐人街 / 再見 經常說謊的自己》、《希望我們一起的時間長一點 / ROCK Erotic》後第四張首週銷量超過3萬的單曲。

## 收錄内容

### CD（初回生產限定盤A - C 、 通常盤A - B）
1. 我已是大人了!
（作詞、作曲：淳君 編曲：平田祥一郎 ）
2. 1億3千萬的總節食王國
（作詞、作曲：淳君  編曲：江上浩太郎 ）
3. 我已是大人了! (Instrumental)
4. 1億3千萬的總節食王國 (Instrumental)

### DVD（初回生產限定盤A）
1. 我已是大人了!（MV）
2. 我已是大人了!（Making）

### DVD（初回生產限定盤B）
1. 1億3千萬的總節食王國（MV）
2. 1億3千萬的總節食王國（Making）

### DVD（初回生產限定盤C）
1. 我已是大人了!（Dance Shot Ver.）
2. 1億3千萬的總節食王國（Dance Shot Ver.）
3. 我已是大人了!（Close-up Ver.）
4. 1億3千萬的總節食王國（Close-up Ver.）